# Istmo di Vulcano

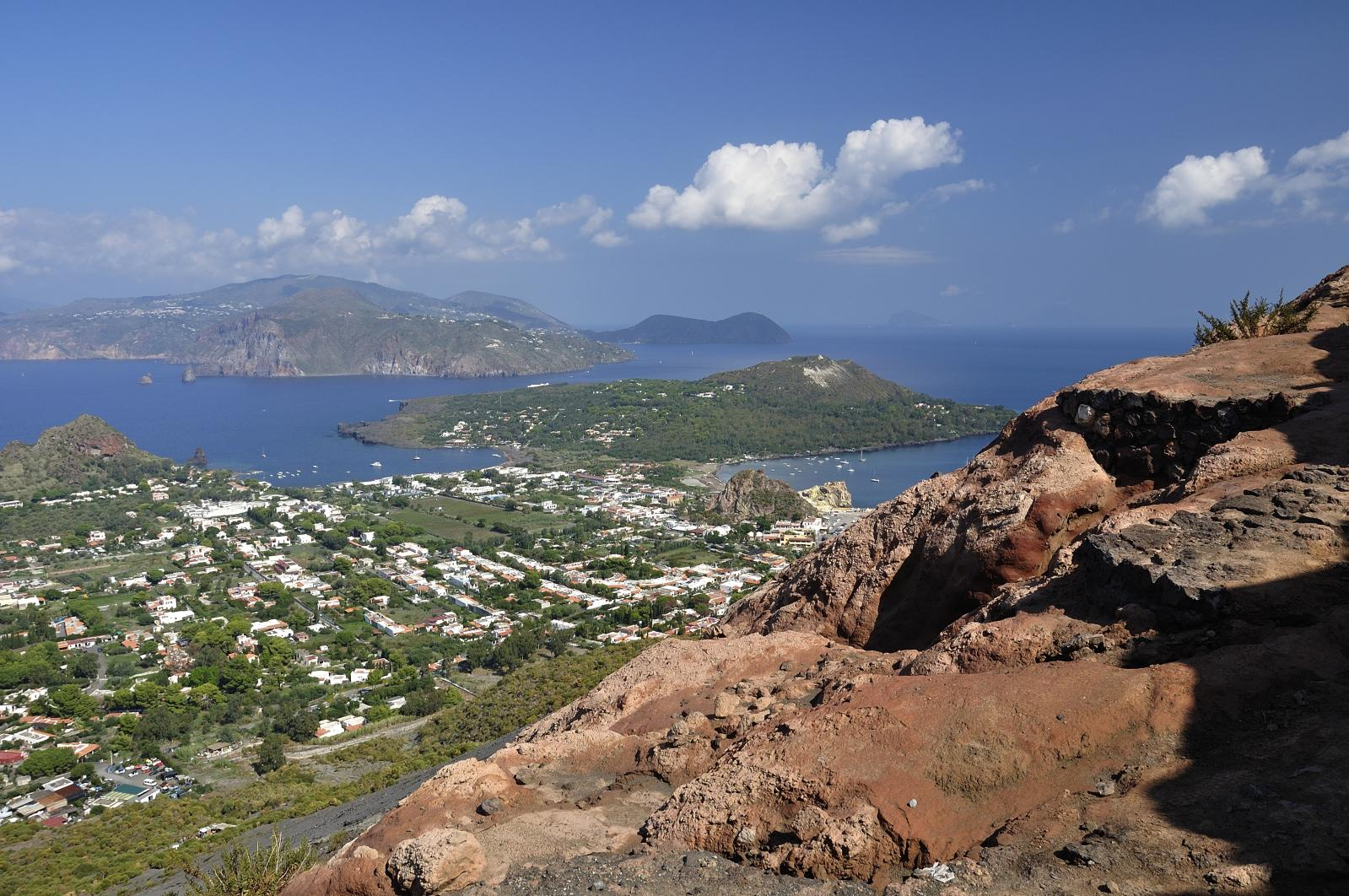
L'istmo di Vulcano

L'istmo di Vulcano è una stretta striscia sabbiosa lunga circa 300 metri che unisce Vulcanello al resto dell'isola di Vulcano (arcipelago delle Eolie), nel territorio di Lipari, comune italiano della città metropolitana di Messina, in Sicilia. 
Si è formato in seguito all'ultima eruzione di Vulcanello nel XVI secolo, che fino a quel momento era stato un'isoletta autonoma.
Nella parte centrale mostra addirittura una depressione rispetto al livello marino.